# Gaye Bykers on Acid
Gaye Bykers on Acid — британская рок-группа, образовавшаяся в 1984 году в Лестере, Англия. Gaye Bykers on Acid с эксцентричным фронтменом Mary Mary (Ian Garfield Hoxley) во главе как в имидже, так и в музыке, (согласно AMG) сочетала элементы эстетики «Ангелов Ада» и «психоделические излишества культуры хиппи». Группа исполняла альтернативный психоделический рок с элементами хип-хопа и относилась к числу основателей и лидеров движения grebo. Gaye Bykers on Acid выпустили 7 студийных альбомов, третий из которых, GrooveDiveSoapDish (1989), поднялся до #13 в UK Indie Chart. В тех же списках на высшую позицию поднялся Nosedive Karma EP (1987).

## История группы
Gaye Bykers on Acid дебютировали с EP Everythang’s Groovy, записанным продюсером Джоном Лэнгфордом (The Mekons) и вышедшим на InTape Records, а известность получили с Nosedive Karma EP (1987), обеспечившим группе контракт с Virgin. Вышедший здесь Drill Your Own Hole был встречен критикой неоднозначно, и группа тотчас вернулась на собственный лейбл PFX (позже его название использовав наряду с двумя другими своими alter ego: Lesbian Dopeheads on Mopeds и Rektum).
Два следующих альбома, Skewed to the Gills (1989) и Cancer Planet Mission (1990, Naked Brain) оказались стилистически разношёрстными (к прежним элементам добавились грандж, реггей, даб, хардкор): коммерческого успеха они не имели, и Gaye Bikers on Acid распались. Кевин Хайд (ударные) образовал G.R.O.W.T.H., Тони Хорсфолл (гитара) присоединился к Camp Collision, Мэри Мэри перешёл в Pigface.

## Дискография

### Альбомы
- Drill Your Own Hole (1987, Virgin)
- Stewed to the Gills (1989, Virgin)
- GrooveDiveSoapDish (1989, Bleed)
- Cancer Planet Mission (1990, Naked Brain)
- Sakredanus (как Rektüm) (1990, PSI)
- Pernicious Nonsense (1990, как PFX, Naked Brain)
- Gaye Bykers On Acid (1992, Receiver)
- From The Tomb of the Near Legendary… (1993, Receiver)
- Everything’s Groovy (2001, Cherry Red)

### Синглы
- Everythang’s Groovy (1986, InTape)
- Nosedive Karma (1987, InTape)
- Git Down (1987, Virgin)
- All Hung Up (1987, Virgin)
- Hot Thing (1989, Virgin)
- The BBC Sessions EP (1998, Strange Fruit)
- Real Horror Show EP (1989, как Rektüm, Manic Ears)
- S.P.A.C.E. (1991, как PFX, Naked Brain)
- Killer Teens in New Orleans (1991, как PFX, Naked Brain)